# Simeón Oyono Esono Angue

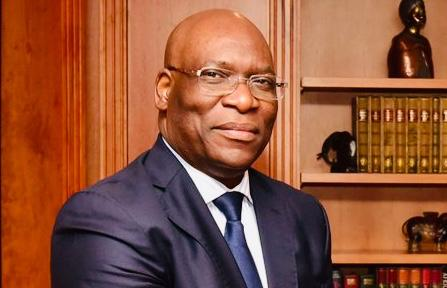
Simeón Oyono Esono Angue (2019)

Simeón Oyono Esono Angue (* 18. Februar 1967 in Mongomo) ist ein äquatorialguineischer Politiker (PDGE) und Diplomat. Er ist seit dem 6. Februar 2018 Außenminister Äquatorialguineas.

## Leben
Esono Angue studierte zunächst Rechnungswesen und Finanzen an der Universität Pinar del Río und im Anschluss Wirtschaftswissenschaften an der Universität Batalla de Palo Seco, beide in Kuba. Später arbeitete er zwölf Jahre lang als Hochschullehrer an der Fakultät für Wirtschaftswissenschaften der Nationalen Universität Äquatorialguinea. Seit 2001 steht er in Diensten des Außenministeriums. Nach sieben Jahren als Generalinspekteur der Dienste war er ab 2008 Generalsekretär. 2012 wechselte er für ein Jahr die Ministerien und war im Ministerium für Finanzen und Haushalte Generaldirektor. 2013 wurde der Äquatorialguineer Botschafter in Äthiopien und bei der Afrikanischen Union. Am 6. Februar 2018 wurde er zum Außenminister Äquatorialguineas ernannt.
Esono Angue spricht Spanisch und Französisch.